# 18th Street Arts Center
 (février 2019).
18th Street Arts Center est un centre d’art et un lieu de résidences artistiques situé à Santa Monica en Californie.
Fondé en 1988, 18th Street Arts Center est devenu l’un des principaux[réf. nécessaire] lieux de résidences artistiques américains, accueillant chaque année plus d’une cinquantaine d’artistes et de curateurs américains et internationaux.

## Histoire
Fondé en 1988,, 18th Street Arts Center est né de la volonté commune de l’auteure Linda Frye Burnham (en) et de la plasticienne et éditrice Susanna Bixby Dakin d’offrir un espace de création aux expressions artistiques les plus engagées. En 1988, Dakin fait l’acquisition de l’ancien atelier de l’artiste Judy Chicago ainsi que de quatre autres bâtiments, créant ainsi les bases du futur centre d’art.
Conçu dès son origine comme un lieu d’expérimentations artistiques, 18th Street soutient des artistes d’horizons esthétiques et géographiques très variées en leur proposant des ateliers de vie et de création, ainsi qu’une galerie d’exposition et des ressources de production.
Le 18th Street Arts Center a été la première communauté d'artistes aux États-Unis à déclarer explicitement que sa mission était d'encourager les artistes et les organisations artistiques à explorer les questions de communauté et de diversité.
En 2019, le compositeur Guillermo Galindo (en) se produit à l'aéroport de Santa Monica.